# Grand Tour (Radsport)

Titelseite von L’Auto am 19. Juli 1903 – Ankündigung der ersten Tour de France

Als Grand Tour werden im Straßenradsport die drei großen Landesrundfahrten Tour de France, Giro d’Italia und Vuelta a España bezeichnet. Alle drei Wettbewerbe werden als Etappenrennen ausgetragen. Der Begriff ist im Regelwerk des Radsport-Weltverbands UCI verankert; die Grands Tours (frz.) bzw. Grand Tours (engl.) sind die einzigen Straßenrennen, die drei Wochen lang sein dürfen und müssen. Die Etappen führen gelegentlich auch über die Grenzen der namensgebenden Länder Frankreich, Italien und Spanien hinaus.

## Die Rundfahrten

### Tour de France

Logo der Tour de France

Als erste der drei großen Landesrundfahrten wird die Tour de France seit 1903 ausgetragen. Organisiert wurde das Etappenrennen von der Sportzeitung L’Auto; der Chefredakteur der Zeitung, Henri Desgrange, war bis zu seinem Tod im Jahre 1940 Direktor der Tour de France. Hinter der Idee, ein solches Etappenrennen auszutragen, stand der Gedanke, das Fahrrad durch die tägliche Berichterstattung in der Bevölkerung – auch auf dem Land – populär zu machen, die Verkaufszahlen der Zeitung zu erhöhen und Werbeanzeigen von der Fahrrad-Industrie zu akquirieren. Die größten Anteilseigner der Zeitung waren prominente Personen aus der Industrie, wie etwa Édouard Michelin und Adolphe Clément. Gleichzeitig führte das Rennen in ländliche Gegenden, wo manche Menschen noch nie ein Fahrrad gesehen hatten oder von dessen Zweckmäßigkeit noch nicht überzeugt waren.
Seit 1992 ist die Amaury Sport Organisation (ASO) Veranstalter des Etappenrennens, das jährlich im Juli ausgetragen wird.

### Giro d’Italia

Logo des Giro d’Italia

Die Italien-Rundfahrt wurde 1909 erstmals ausgetragen, auf Initiative der Herausgeber und Mitarbeiter der Gazzetta dello Sport, des Fahrradproduzenten Bianchi und des Touring Club. Vorbilder waren die Tour de France sowie der Giro d’Italia automobilistico, der 1901 ebenfalls von der Gazzetta organisiert worden war.
Das Radrennen wird seitdem in der Regel alljährlich im Mai ausgetragen (außer in Kriegszeiten sowie im Jahr 2020 wegen der COVID-19-Pandemie). Da die Gazzetta auf rosafarbenem Papier gedruckt wird, trägt der Gesamtführende des Giro d’Italia ein gleichfarbiges Trikot.

### Vuelta a España

Logo der Vuelta a España

Die Vuelta a España wurde 1935 erstmals und seit 1955 alljährlich ausgetragen. Sie führt innerhalb von drei Wochen in wechselnder Streckenführung quer durch Spanien. Nachdem die Spanien-Rundfahrt zunächst traditionell im Frühjahr stattgefunden hatte, wurde ihr Termin Mitte der 1990er Jahre auf den September verlegt.